# Martín Cuburu
Martín Cuburu Cano (* in Orizaba, Veracruz; † unbekannt) war ein mexikanischer Fußballspieler, der vorwiegend im Angriff agierte.
Er stand unter anderem beim Real Club España unter Vertrag und wurde mit diesem Verein zweimal Meister der alten Primera Fuerza (1939/40 und 1941/42). Letztmals spielte er in der Saison 1942/43 in Diensten der Españistas. Es war zugleich die letzte Spielzeit der alten Hauptstadtliga vor Einführung der Profiliga ab Beginn der Saison 1943/44. Bei dem im Anschluss an die Liga-Saison 1942/43 ausgetragenen Pokalwettbewerb derselben Saison (1942/43) stand Cuburu bereits bei seinem Heimatverein UD Moctezuma de Orizaba unter Vertrag und gewann mit ihm die Copa México. Im Finale gegen Atlante (5:3 nach Verlängerung) hatte Cuburu zwei Tore erzielt und er bestritt auch das anschließende Supercupfinale, das durch einen späten Treffer von Alberto Mendoza in der 88. Minute mit 0:1 gegen Marte verloren wurde.
In der ersten Saison der neuen Primera División (1943/44) spielte Cuburu bei den Tiburones Rojos de Veracruz und in der folgenden Saison 1944/45 für seinen anderen Heimatverein Asociación Deportiva Orizabeña, ehe er für die Saison 1945/46 zu Moctezuma zurückkehrte und unter anderem beim 6:0 gegen Monterrey am 26. August 1945 alle sechs Tore erzielte. Drei Monate später war er beim 6:1 gegen San Sebastián am 25. November 1945 fünfmal erfolgreich.
In der Saison 1946/47 stand Cuburu beim Club Marte unter Vertrag und in seiner letzten Saison 1947/48 beim Puebla FC.
Martín Cuburu war der ältere Bruder der ebenfalls erfolgreichen Fußballspieler José Antonio Cuburu, der eigentlich für die Fußball-Weltmeisterschaft 1950 nominiert werden sollte und diese angeblich nur wegen einer schweren Verletzung verpasste, und Samuel Cuburu, der WM-Teilnehmer 1950 war.